# Közösségi média

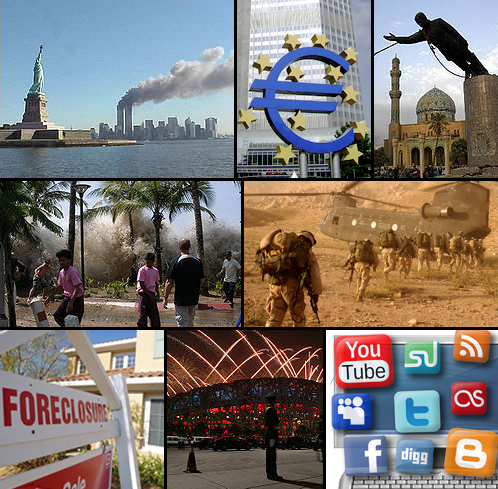
A 2000-es évtized jelképeinek montázsa; jobb alsó sarokban a közösségi média főszereplőivel

A közösségi média egy médiaeszköz, ahol az üzenetet közösségi interakciókon keresztül közvetítik. A közösségi média az internetet, és azon belül az online megjelenési lehetőségeket aknázza ki annak érdekében, hogy a médiamonológokat (egy a sokhoz) átalakítsa dialógusokká (sok a sokhoz). Elősegíti a tudásdemokráciát, mialatt tartalombefogadókból tartalomszerkesztővé is alakítja az embereket.
Andreas Kaplan és Michael Haenlein megfogalmazásában a közösségi média „internetes alkalmazások olyan csoportja, amely a web 2.0 ideológiai és technológiai alapjaira épül, ami elősegíti, hogy kialakuljon és átalakuljon a felhasználó által létrehozott tartalom”.
A közösségi média területén a vállalatok gyakran hivatkoznak a „felhasználó által létrehozott tartalom” (user-generated content, UGC), illetve a „fogyasztói média” (consumer-generated media, CGM) fogalmakra is.
A közösségi médiának tág értelemben véve három összetevője van:
- Koncepció: művészet, információ, mém.
- Média: fizikai, verbális, elektronikus.
- Közösségi felület: bizalomépítés, közösségi részvétel, vírusok, hírközlés, és más fizikai média (pl. print).

A közösségi média megjelenési formái:
- Koncepciók, szlogenek, nyilatkozatok, amelyek könnyen megjegyezhetőek és ezáltal könnyen továbbíthatóak.
- Az információ széles körben való szétszórása, mint például nyilvános beszédek, előadások, bemutatók, termék vagy szolgáltatás bevezetése.
- Elektronikus média megosztásfunkcióval, együttműködési lehetőséggel, keresőoptimalizálással.
- Nyomtatott média, amit tovább lehet adni.

## Története
A közösségi média kifejezés angol megfelelőjét (social media) 1997 júliusa óta használjuk.https://www.giraffesocialmedia.co.uk/who-coined-the-term-social-media-first/[forrás?] Ekkor definiálta a Wikipedia a közösségi média kifejezést így: „a közösségi média az a média, amit elsődlegesen egy közösség, mint csoport formál, közösségi szinten, nem pedig írók, újságírók és a médiavállalatok összessége.”
Chris Shipley-t (a Guidewire Csoport társalapítója és globális kutatási vezetője) is gyakran említik, mint aki először használta a közösségi média kifejezést abban az értelemben, ahogy most használjuk. A 2004. július 22–23-án a 2004-es BlogOn konferencia középpontjában a közösségi média és a vállalkozások kapcsolata állt. Chris Shipley és a Guidewire Csoport hónapokig használta a közösségi média kifejezést, hogy felvezesse az eseményig azt a beszélgetést, amin kiderül, hogy a blogolás, a wikik, a közösségi hálózatok és a kapcsolódó technológiák együttesen fogják alkotni a együttműködéses média egy új formáját.
A közösségi média kifejezést egyébként már Tina Sharkey is használta 1997-ben, a közösség által irányított online tartalmak leírására. 1995-ben Darrel Berry használta a kifejezést olyan számítógépes programok rendszerére (például az általa fejlesztett multimédiakliens programra, a Matissera), amely elősegíti az együttműködő közösségek felépítését és a közösségi tér (shared space) szubjektív élményét az elektronikus média által. Ezeket a rendszereket közösségimédia-architektúráknak (social media architectures) nevezte.
A digitális forradalom okozta radikális technológiai fejlődés eredményeként, a szélessávú internet szolgáltatások ezredforduló óta tartó tömeges elterjedése következtében, az egymáshoz kapcsolt hálózatok közvetítésével felgyorsult az információk áramlása. Az emberek közötti kommunikáció az online térben először fórum jellegű felületeken, majd a már valós időben működő chat klienseken keresztül jött létre. Ezeket követte a Web 2.0 szabványú szolgáltatások kifejlesztésének köszönhetően az interaktívabb és sokoldalúbb kapcsolattartást nyújtó közösségi portálok megjelenése.

## Eltérései a tradicionális médiától
Amíg a közösségi média relatív olcsó és mindenki által hozzáférhető eszközökből áll, amin keresztül bárki publikálhat és bárki hozzáférhet az információkhoz, a tradicionális médiának általában hiteles forrásokra van szüksége ahhoz, hogy információt közöljenek rajta. A hagyományos média kifejezés mellett használják még a tömegmédia, klasszikus média kifejezéseket is.
Az egyetlen jellegzetesség, amely mind a közösségi médiára, mind a tradicionális médiára jellemző az az adottság, hogy az emberek kis és nagy csoportját is elérhetjük. Például egy blogbejegyzés és egy tévéműsor is elérhet nulla embert és milliókat.
Ahhoz, hogy megértsük a különbségeket a két médiatípus között, meg kell vizsgálnunk a következőket:
- Elérés: mind a tradicionális média, mind a közösségi média biztosítja, hogy globális hallgatóságot szerezzünk.
- Hozzáférhetőség: a tradicionális médián való megjelenés tipikus esetben pénzbe kerül, szabályozott és a csatornát birtokolja valaki, míg a közösségi média általában mindenki által hozzáférhető és olcsó vagy egyáltalán nincs költsége.
- Gyorsaság: a tradicionális médiában megjelenő hír előállítása és megjelentetése több időbe kerül összehasonlítva a közösségi médiával, ahol azonnal reagálni lehet és késéseket maximum a résztvevők okoznak a hozzászólásoknál.
- Tartósság, állandóság: a tradicionális médiában megjelent információ általában már nem alakítható (ha egy magazinban megjelent cikket kinyomtatnak, már nem lehet változtatni rajta), míg a közösségi médiában a megjelentetett információ a későbbiekben megváltozhat, alakulhat annak szerkesztésével, hozzászólásokkal, véleményekkel. Ebből a szempontból a klasszikus, de internetes média, például a portálok azonban már átmenetet képeznek, ezeknél könnyen módosítható utólag is a tartalom, ha ezzel a lehetőséggel nem is rendszeresen élnek a szerkesztők.

Mintegy középutat alkot a tradicionális média és a közösségi média között az a fajta közösségi média, amely egy jól körülhatárolható közösség kezében van. Például egy közösségi rádió vagy televízió, vagy egy újság, amit hozzáértők szerkesztenek esetleg amatőrök bevonásával. Ezek a közösségi média és a tradicionális média elemeit is használják.

## A közösségi média és az emberi interakciók
A közösségi média elsődlegesen az emberek közti interakciókon alapszik. Ezek a beszélgetések, viták, átrendeződések vezetnek végül az adott információ azon jelentéséhez – vagyis ahhoz a “meztelen” üzenethez – amivel a közösség összes tagja elégedett. Ehhez pedig a közösségi média technológiákat használják csatornaként. A közösségi média egy olyan új és friss marketingirányt tár elénk, ami lehetőséget ad a vállalatok számára, hogy beszélgessenek az ügyfeleikkel, ahelyett, hogy beszélnek hozzájuk.
A közösségimédia-alkalmazások használatuk során annak használói alkalmazhatják mind a gerjesztő, mind a levezető logikát. Az igények vagy ígéretek gyorsan lefordíthatók és értelmezhetők azáltal, hogy információt osztunk meg, amit mindenki láthat és reagálhat rá. Azaz, ha például megjelentetünk egy cikket egy új termékünkről, amit most fejlesztünk, és az emberek reagálhatnak rá, sok más mellett gyorsan kiderülhet az is, hogy mennyire várják ezt a terméket, vagy hogy mi lenne az ő igényük a termékkel kapcsolatban.
A közösségi médiában a kommunikáció sebessége, szélessége és mélysége, és a lehetőség, hogy lássuk, hogyan épül fel egy bejegyzés, megkívánja a retorika alkalmazását. A retorika az egyik legfontosabb része a közösségi médiában használt mai nyelvnek. A közösségi médiában ugyanis a gerjesztés alkalmazásával elősegíthetjük a különböző vevői vélemények felszínre jutását, így megkülönböztethetjük azokat egymástól és lefordíthatjuk őket számunkra releváns információkra.
A vállalatok arra kezdték el használni a közösségi médiát, hogy az ügyfeleikkel kommunikáljanak.
A közösségi média nem véges: nincs meghatározott számú közösségimédia-megjelenés vagy közösségi médiára fordított meghatározott idő. A résztvevők akkor is közreműködnek, amikor hozzászólnak, üzeneteket váltanak, vagy csak egyszerűen továbbgondolnak egy hírt vagy egy történetet. Az új online kommunikációs eszközök és alkalmazások nemcsak egyszerűen az együttműködésre és kommunikációra létrehozott felületek, hanem új lehetőségeket és irányokat nyitnak meg. A webes technológiák, a marketing és a közösségi média találkozása nyomán új kihívások és munkakörök alakulnak ki (pl. social media optimization, SMO).

## Eszközei
A közösségi médiában megjelent információnak sok különböző formája létezik, beleértve a fórumhozzászólásokat, a blogbejegyzéseket, kép-, videó-, és hanganyagokat és még sorolhatnánk. A közösségimédia-technológiák közé tartoznak többek között a blogok, a videóblogok, a kép- és videómegosztó oldalak, üzenőfalak, e-mail üzenetek, üzenetküldő szolgáltatások és programok, valamint a zenemegosztás is. A legújabb trend, hogy ezeket a technológiákat egyetlen felületbe integrálják, mint például a Ning vagy a Network.hu.

## Meghatározó személyek a közösségi média felületein
Egyes személyek a közösségi média segítségével váltak ismertté, míg mások az üzleti, politikai, vagy magánéleti tevékenységeik miatt érnek el nagy közönséget. 
A politika területén említést érdemel Donald J. Trump, az Amerikai Egyesült Államok 47. elnöke, aki politikai és magánvéleményét azonos X (korábban Twitter) fiókon osztotta meg.
Pewdiepie, Youtube híresség, a közösségi média segítségével már több mint 100 milliós követőtábort épített.
A meghatározó személyeket véleményvezérnek, influenszernek hívjuk. A véleményvezéreket először Elihu Katz és Paul Felix Lazarsfeld definiálta 1955-ben. A fogalmat esetenként nem csupán személyekkel, hanem cégekkel kapcsolatban is használják.
A közösségi médiában megkülönböztetünk három különböző csoportot: fogyasztókat, felhasználókat és tartalomkészítőket.A közösségi média legnagyobb részét alkotó csoport a fogyasztók, akik a szociális tér 90%-át jelentik. Közel 1%-ot nevezhetünk tartalomkészítőnek, akik egyedi és saját tartalmat töltenek fel a közösségi média felületeire. A maradék 9% ezeket a tartalmakat dolgozza fel, és tölti fel ismét átszerkesztve.
Magyarországon a véleményvezéreket három csoportba sorolhatjuk feliratkozószám alapján. microinfluenszer 0-100 000-ig, macroinfluenszer 100 000-500 000-ig, megainfluenszer 500 000+.
Az influenszereket megkülönböztethetjük státuszuk szerint is. Így beszélhetünk celebekről (Zimány Linda), médiasztárokról (Sebestyén Balázs), Facebook személyiségekről (Tibi atya), sportolókról (Hosszú Katinka), Instagrammerekről (Baumgartner Kata), újságírókról (Ács Dani) és YouTuberekről (Dancsó Péter).

## Legtöbbet használt felületei
Az alábbi táblázat a legtöbb felhasználót felmutató közösségimédia-platformokat mutatja 2018. júliusi adatokkal. 
| #  | Közösségimédia-platformok | Használók száma (millió fő) |
| -- | ------------------------- | --------------------------- |
| 1  | Facebook                  | 2989                        |
| 2  | YouTube                   | 1900                        |
| 3  | WhatsApp                  | 1500                        |
| 4  | Facebook Messenger        | 1300                        |
| 5  | WeChat                    | 1040                        |
| 6  | Instagram                 | 1000                        |
| 7  | QQ                        | 806                         |
| 8  | QZone                     | 563                         |
| 9  | TikTok                    | 500                         |
| 10 | Sina Weibo                | 411                         |
| 11 | Twitter                   | 336                         |
| 12 | Reddit                    | 330                         |
| 13 | Baidu Tiba                | 300                         |
| 14 | Skype                     | 300                         |
| 15 | LinkedIn                  | 294                         |
| 16 | Viber                     | 260                         |
| 17 | Snapchat                  | 255                         |
| 18 | Line                      | 203                         |
| 19 | Pinterest                 | 200                         |
| 20 | Telegram                  | 200                         |
| 21 | Tinder                    | 100                         |

### Közösségimédia-használat
Egy 2011-es, a Pew Internet Research által végzett kutatás alapján az internetezők az alábbiakra használják a közösségi médiát:
- tartalomírás, mint szöveg, vagy komment, közösségi média oldalakon, mint például a Facebook; az internetezők 65%-a csinálja
- digitális fotómegosztás; az internetezők 55%-a csinálja
- termékek vagy szolgáltatások értékelése; az internetezők 37%-a csinálja
- tartalmak címkézése; az internetezők 33%-a csinálja
- kommentelés harmadik fél által kezelt weblapokra, blogokra; az internetezők 26%-a csinálja
- online termékek újrafelhasználása, ezáltal új termék elállítása; az internetezők 15%-a csinálja
- blog írása, vagy kezelése; az internetezők 14%-a csinálja

## Közösségimédia-alkalmazások

### Kommunikáció
- Blogok: “a blog egy olyan periodikusan újabb bejegyzésekkel bővülő weboldal, amely ezek sorozatából áll, függetlenül attól, hogy mi az oldal témája, formája és hogy nyilvánosan elérhető-e.” Pl.: Blog.hu, Blogspot.com, WordPress.com
- Mikroblogok: Olyan blog, ami rendkívül rövid, egyszerű tartalmakkal operál. A tartalom általában csak egy-egy linkből, pár mondatból, egy képből vagy videóból áll. Általában személyesebb jellegűek. Ennél a formátumnál a használt technika jellemzően a felhasználó felé nagyon egyszerű, sokszor még a hozzászólások sem lehetségesek. Pl.: Twitter, Tumblr, Posterous
- Közösségi oldalak: a közösségi oldalak arra épülnek, hogy az emberek közösségekbe tömörülnek, ahol megosztják egymással azt ami érdekli őket, vagy olyan közösségekhez csatlakoznak ami számukra érdekes. Pl.: iWiW (már nem aktív), Network.hu, MyVip, Hotdog, thepostR.net, Facebook, MySpace, Ning, Twitter, Instagram, Pinterest
- Közösségi oldal aggregációk: a közösségi oldalakon fellelhető tartalmak egy helyre gyűjtését jelenti. Pl.: Friendfeed
- Események: közösségi események szervezését teszi lehetővé. Pl.: meetup.hu

### Együttműködés
- Wikik: “a wiki (illetve WikiWiki, kiejtése wɪki, wiki vagy viki) a hipertext rendszerek egyik fajtája, vagy pedig maga a szoftver, ami ennek készítését lehetővé teszi. A wikiwikiweb olyan webhely, amely wiki rendszer szerint, ennek felhasználásával működik, vagyis lehetővé teszi azt, hogy a szerkesztők (vagy általános esetben bárki) a laphoz új tartalmakat adjanak, vagy azon tartalmat módosítsanak.” Pl.: Wikipedia, Netpedia
- Közösségi linkmegosztás: “a közösségi linkmegosztás során az internetfelhasználó az általa kiválasztott és megjelölt weboldalak hivatkozásait, „könyvjelzőit” mentheti el, rendszerezheti és oszthatja meg más felhasználókkal egy szolgáltató segítségével.” Pl.: Delicious, Google Reader
- Közösségi hírmegosztás: a felhasználók osztják meg a híreket és linkeket, majd ezeket értékelik, így az értékelés és a kattintás mennyisége határozza meg, hogy mely hírek népszerűek és jelennek meg. Pl.: Digg, Reddit
- Vélemény oldalak: a felhasználók megoszthatják a tapasztalataikat egy termék vagy egy szolgáltatással kapcsolatban. Pl.: Yelp

### Multimédia
- Fotómegosztó oldalak: a felhasználók feltölthetik a fotóikat, megoszthatják azokat másokkal, értékelhetik, hozzászólhatnak mások fotóihoz. Pl.: Instagram
- Videómegosztó oldalak: a felhasználók feltölthetik a videóikat, megoszthatják azokat másokkal, értékelhetik, hozzászólhatnak mások videóihoz. Pl.: YouTube, Vimeo, Indavideó, Videoplayer.hu, Vine
- Videó stream oldalak: a felhasználók élőben közvetíthetnek videótartalmat online, egy webkamera vagy akár egy arra alkalmas mobiltelefon segítségével. Pl.: Ustream, Justin.tv, Qik, Periscope, Meerkat
- Audió és zenemegesztó oldalak: a felhasználók zenék és előadók köré csoportosulhatnak és megoszthatják véleményüket. Pl.: Last.fm, Imeem, Pandora

### Vélemények
- Terméket véleményező oldalak: Pl.: epinions.com, MouthShut.com
- Szolgáltatást véleményező oldalak: Pl.: Customer Lobby, yelp.com
- Kérdés-válasz oldalak: Pl.: Yahoo! Answers, WikiAnswers, Askville, Google Answers, Quora

### Szórakozás
- Média és szórakoztató platformok: Pl.: Cisco Eos
- Virtuális világok: Pl.: Ikariam, Second Life, The Sims Online
- Játék megosztás: Pl.: Miniclip, Kongregate

### Egyebek
- Információ aggregációs oldalak: Pl.: Netvibes, Forbies

Az elmúlt években megannyi vállalat kezdte el használni a fenti eszközöket és csatornákat, hogy a segítségükkel piacra dobják a termékeiket. Bár az egészségápolási és gyógyszergyártó cégek a kötöttebb szabályozások miatt lassabban kezdik használatba venni ezeket, a jövőben az internetes orvosi oldalak és blogok – ahol a beteg felteheti kérdéseit egy orvosnak – elterjedésével gyorsan behozzák a lemaradást.

## A közösségi média nagyvállalati integrációjának szakaszai
Brian Solis médiakutató szerint 2010-ben a közösségi média az üzleti világ szereplői számára széles körben elfogadott eszközzé vált. A közösségi média alkalmazások üzleti integrációjának folyamata – a már e téren sikeres vállalatok tapasztalatai alapján – az alábbi főbb szakaszokra bontható.

### Felkészülési szakasz – kommunikáció figyelése
A közösségi média eszköztárát hatékonyan alkalmazó cégek az első szakaszban egyfajta tanulási folyamaton mennek keresztül: figyelik e médiumok működését, a tipikus interakciókat, a kommunikációs stílust, tanulnak a már ezen a médiumokon működő vállalatok hibáiból, sikereiből. Egy adott iparággal, vállalattal kapcsolatos közösségi médián megjelenő kommunikáció kulcsszó-alapú figyelésére több eszköz is alkalmazható, mint például a Google Alerts, a Twitter Search, a SocialMention, a Veooz, a Radian6 és a PR Newswire’s Social Media Metrics eszköze. Érdemes heti/havi rendszerességgel vezetői összefoglalókat készíteni ezek alapján, hogy a döntéshozók képet kapjanak a közösségi médián aktuális, az iparágat és a vállalatot érintő főbb témákról.

### Tervezési, kísérleti szakasz – célmeghatározás és egyre aktívabb kommunikáció
Sok cég elhamarkodottan és meggondolatlanul kihagyja ezt a tanulási fázist és mindenféle piackutatás és terv vagy kitűzött cél nélkül belevág a közösségi médián történő kommunikációba, anélkül, hogy képük lenne arról, hogy melyek a leghatékonyabb közösségi kommunikációs platformok és stratégiák. Azok a cégek, akik gondos előkészítés (tanulás), tervezés (célkitűzés és stratégiai tervezés), a közösségi média vállalattal kapcsolatos használatáról szóló szabályrendszer kialakítása után lépnek a színre, azok általában kevesebb hibát követnek el és hatékonyabban képesek megszólítani a célközönséget.
Talán a legfontosabb, hogy minél előbb meghatározzuk a közösségi média alkalmazásával elérendő céljainkat. Christopher Barger, a General Motors globális szintű közösségi média igazgatója szerint el kell dönteni, hogy mi a legfontosabb célunk:1
- még fogékonyabbak akarunk lenni az emberek/fogyasztók problémáival kapcsolatban;
- az eddigieknél gyorsabban és hatékonyabban akarjuk a közönség/fogyasztók visszajelzéseit a szervezetbe visszacsatolni;
- emberibbé akarjuk tenni a márkánkat a külvilág számára és meg kívánjuk mutatni a logónk mögött lévő kollégák emberi arcát;
- növelni akarjuk közösség ismeretanyagát a jelenlegi termékeink/szolgáltatásaink erősségeivel kapcsolatban, és pontosabb információkat akarunk nyújtani a vállalatunkról.

Az első fázis után érdemes első lépésként csupán a legfontosabb néhány közösségi média platformon megjelenni: ez tipikusan a Twitter, a Facebook, a YouTube és a Flickr szokott lenni. Ezt a szakaszt tekintsük egyfajta kísérleti szakasznak, amely során a vállalat gyakorlati tapasztalatot szerez e platformok kezelésével kapcsolatban, az ott folyó kommunikáció sajátosságairól.
Fontos, hogy mérjük a vállalattal kapcsolatos említések számát, a vélemények típusát (pozitív/semleges/negatív a vállalattal kapcsolatban), a forgalmi adatokat, valamint a kapcsolatok (rajongók, követők, csoporttagok stb.) számát.
E kísérleti szakasznak is az egyik legfontosabb feladata a kommunikációk és interakciók figyelése, hogy hatékonyan tudjunk reagálni a céggel kapcsolatos jelentősebb pozitív/negatív érzelmi véleménynyilvánításokra. A tanulási szakasztól eltérően itt már általában reagálni kell a vállalattal kapcsolatos dialógusokra vagy véleménynyilvánításokra, illetve proaktívan kommunikálni kell a közösséggel: például különféle aktivitásokat, eseményeket kell kitalálni és kommunikálni (pl. szavazás, játékok, versenyek).
Fontos, hogy amennyire lehet, a kommunikáció valós idejű legyen, azaz amint tudunk, válaszoljunk a kérdésekre, megkeresésekre, szolgáljuk ki minél gyorsabban a kommunikációs igényeket.
Fontos, hogy minden aktivitás vagy esemény és a kiváltott eredmény dokumentálva legyen (pl. az aktivitásban vagy eseményen résztvevők száma, a kapcsolódó párbeszédek és vélemények érzelmi vetülete, forgalmi adatok). Ezek alapján a mért adatok alapján kell eldönteni, hogy mi az ami működik egy adott célközönség körében és mi nem.
A kísérleti szakasz egyik legfontosabb célja, hogy megtaláljuk az adott célközönséggel a hangot és a kísérleti szakasz tapasztalatai alapján finomítsuk a tervezési szakaszban meghatározott céljainkat. Mindkét cél hatékony megvalósításához szükséges a tevékenységeink eredményeinek és a közösség velünk kapcsolatos interakcióinak, kommunikációinak a folyamatos mérése.
A mérési eredmények alapján könnyebben eldönthető, hogy az adott cég mely részlegei a leginkább érintettek a közösségi médián történő kommunikációban (marketing, értékesítés, ügyfélszolgálat, termékfejlesztés, PR). Általában a különböző, valamilyen szinten érintett vállalati részlegek közötti együttműködés során jöhet csak létre hatékony vállalati közösségi média kommunikáció, azonban, hogy ez az együttműködés milyen konkrét formát ölt, az nagymértékben a vállalati kultúrától, a cég szervezeti felépítésétől, a kitűzött céloktól és a rendelkezésre álló erőforrásoktól függ. A General Motors-nál például a közösségi média a kommunikációs csapat feladatai közé tartozik. Ez a csapat közvetlenül a kommunikációs elnökhelyettesnek, ő pedig közvetlenül a vezérigazgatónk jelent. De a GM külsős erőforrásokat is igénybe vesz bizonyos specializált feladatok elvégzésére: elsősorban a mérés és monitoring, valamint az új lehetőségek és az új befolyásoló tényezők meghatározása terén, de bizonyos tartalmak előállítását is külsős szakemberek végzik (pl. videó anyagok készítése).
Stratégiai, fókuszált jelenlétre kell törekedni, azaz a célközönségünk által leginkább látogatott/használt platformokra kell koncentrálni a tevékenységünket, de ugyanakkor folyamatosan figyelni kell a vállalattal kapcsolatos, a közösségi média egyéb eszközein történő párbeszédeket, véleménynyilvánításokat. Ügyelni kell arra, hogy csak lényeges információkat osszunk meg a közönségünkkel, a felesleges „fecsegés” kerülendő.
Szintén fontos, hogy már a kezdeti szakaszokban tréningekkel képezzük a dolgozóinkat. A GM például 45 perces interaktív képzési kurzust publikált az intraneten, amely a dolgozóknak alapszinten elmagyarázza: hogyan/miért/hol lépjenek fel a közösségi média terén. Egy magasabb szintű tréninganyag még behatóbban járja körül a témát. Ezt még egy belső használatú blog is kiegészíti, amely a dolgozók közösségi média alkalmazásával kapcsolatos tapasztalatait gyűjti össze és osztja meg.

### Éles szakasz – folyamatos és felelős kommunikáció, szervezeti adaptáció
A kezdeti szakaszok után – lehet, hogy csak hónapok, vagy egy-két év alatt – a vállalat olyan mértékű tapasztalatra és közösségre, közösségekre tesz szert, amely lehetővé teszi egy jól definiálható célrendszer és a hozzá kapcsolódó stratégia megfogalmazását.
A tapasztalatok szerint a szervezetnek folyamatosan alkalmazkodnia kell: hatékonyabbá kell tennie, fejlesztenie kell a meglévő eszközöket, szolgáltatásokat és a felhasználásukat szabályozó iránymutatásokat. Idővel szükségszerűvé válik a formális közösségi CRM programot támogató csapat/csapatok, folyamatok és szabályozók kialakítása.
Ebben a szakaszban még inkább hangsúlyt kap a tevékenységek eredményeinek mérése, és annak a kérdésnek a megválaszolása, hogy a kitűzött célok mennyire teljesültek. A felelősség és elszámoltathatóság kérdése is ebben a szakaszban nyer értelmet.
Nagyon fontos kiemelni, hogy a közösségi média egyik sajátossága, hogy igen gyorsan fejlődő, változó kommunikációs tér, mind eszközeit, mind a módszereket tekintve. Emiatt a fenti üzleti integrációs szakaszok újraértékelődhetnek, és újra előtérbe kerülhetnek. Erre a területre különösen érvényes a folyamatos tanulás szükségessége.
Christopher Barger szerint a közösségi média alkalmazása során csak nagyon kevés ötletet kell élből elutasítani, mert az esetek 95%-ában, ha valami nem is működik úgy ahogy azt terveztük, a hibákból hasznos tanulságok vonhatók le jövőre nézve. Persze ez alól kivételt kell tenni az olyan ügyekben, amely során a hiba vagy vétség egy olyan szabály megsértéséből fakad, amelyet tartalmaz a közösségi média etikai szabályaival, a vállalati szabályozással (lásd a későbbiek során ismertetett Vodafone példát).

## Közösségi média befolyása az álláskeresésre
A fiatalok közösségi média használata jelentős problémát okoz néhányuknak akkor, amikor a munkaerőpiacra próbálnak belépni. Egy 2013-as, 6 országban, 17 000 fiatalt felmérő kutatás azt találta, hogy 16 és 34 kor közötti fiatalok közül 10-ből 1 nem kapott meg valamilyen munkát az online kommentjei miatt, melyeket valamely közösségi oldalon osztott meg. Toborzók 2014-es felmérése szerint 93%-uk ellenőrzi a jelöltek közösségi média posztjait. Sőt mi több, a Ghent Egyetem professzora, Stijn Baert vezette terepkísérletben kitalált álláskeresők valódi betöltendő állásokra jelentkeztek Belgiumban. A jelentkezők mindenben azonos voltak egy dolog kivételével: a Facebook profil képeik különböztek. Azt találták, hogy a legegészségesebb fotóval rendelkező jelölteket sokkal nagyobb valószínűséggel hívták be állásinterjúkra, mint az ezzel ellentétes profilképpel rendelkezőket. Továbbá a Facebook profilképeknek nagyobb hatása volt a döntéshozatalra akkor, amikor a jelöltek magasan iskolázottak voltak. Ezek az esetek maguk után vontak olyan adatvédelmi intézkedéseket, hogy a cégeknek szabad legyen-e vagy sem munkavállalók Facebook profiljait megnézni. 2012 márciusában a Facebook eldöntötte, hogy legális intézkedést indít munkáltatók ellen, hogy azok ne kapjanak hozzáférést a munkavállalóik profiljához a jelszavaik megadásán vagy ismerősnek jelölésen keresztül. A Facebook adatvédelmi főtitkára, Erin Egan szerint a cég keményen dolgozott, hogy megadja a felhasználóinak azokat az eszközöket, melyekkel kontrollálni tudják, hogy ki nézhesse meg a profiljaikat. Azt is említette, hogy a felhasználókat nem szabad kényszeríteni arra, hogy privát információkat osszanak meg, csak azért, hogy megkapjanak egy állást. A hálózati jogok és kötelezettségek nyilatkozata szerint a jelszó megosztása és lekérése a Facebook irányelvének megsértését vonja maga után. Munkavállalók talán még mindig kiadják a jelszavukat azért, hogy megkapjanak egy állást, de Erin Egan szerint a Facebook tovább dolgozik azon, hogy megvédje a felhasználói adatait és biztonságát.

## Linkek

### Közösségi média blogok (magyar)
- Webisztán
- Onlinemarketing Blog
- Mi a Buzz?

### Közösségi média blogok (külföldi)
- Mashable
- Sysomos Blog Archiválva 2021. május 7-i dátummal a Wayback Machine-ben
- Radian6 Blog
- Socialtimes

### Közösségi média mérőeszközök (magyar)
- Neticle
- Brandmonitor

### Közösségi média mérőeszközök (külföldi)
- Sysomos Archiválva 2010. október 29-i dátummal a Wayback Machine-ben
- Radian6

### Közösségi linkmegosztók (magyar)
- Linkeld.be közösségi linkmegosztó portál

## Fordítás
- Ez a szócikk részben vagy egészben  a   Social media című angol Wikipédia-szócikk fordításán alapul.  Az eredeti cikk szerkesztőit annak laptörténete sorolja fel. Ez a jelzés csupán a megfogalmazás eredetét és a szerzői jogokat jelzi, nem szolgál a cikkben szereplő információk forrásmegjelöléseként.